# هرم جدفرع

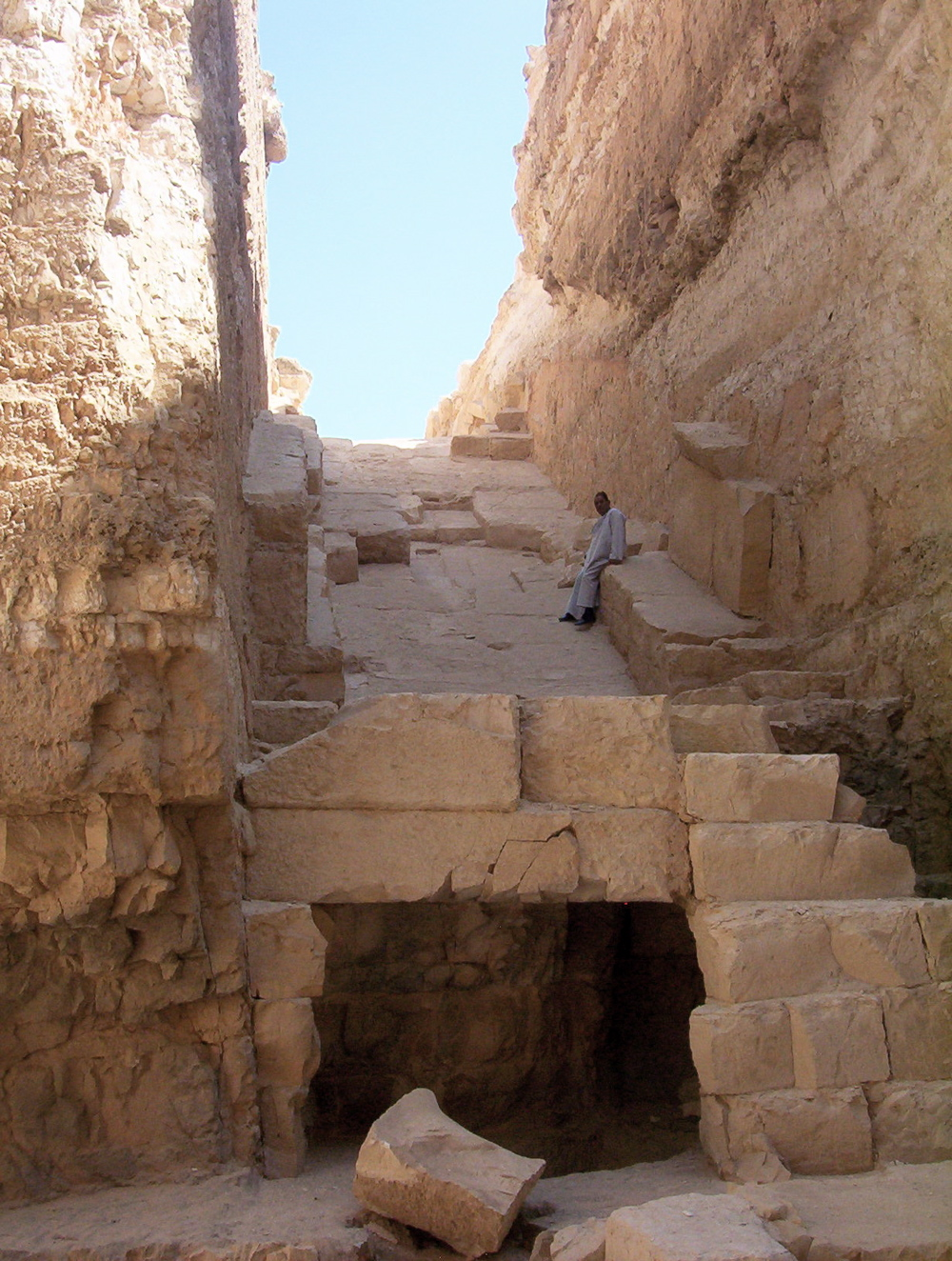
ویرانه‌های هرم جدفرع

هرم جدفرع هرمی ساخته شده توسط جدفرع فرعون دودمان چهارم از پادشاهی کهن مصر بود که امروزه تنها ویرانه‌هایی از آن در ابو رواش باقی مانده است.
در گذشته گمان بر این می‌رفت که این ساخت این هرم هرگز به پایان نرسید؛ با این حال کاوش‌های جدید نشان می‌دهند که نه تنها ساخت این هرم در دوره جدفرع به پایان رسید که اندازه اصلی آن به بزرگی هرم منکورع - سومین هرم بزرگ در مجموعه اهرام جیزه - بوده.